# Masdevallia ligiae
Masdevallia ligiae är en orkidéart som beskrevs av Carlyle August Luer och Rodrigo Escobar. Masdevallia ligiae ingår i släktet Masdevallia och familjen orkidéer.
Artens utbredningsområde är Colombia. Inga underarter finns listade i Catalogue of Life.